# Abd ar-Rahman Azzam
Abd ar-Rahman Azzam (ur. 8 marca 1893, zm. 2 czerwca 1976) – egipski dyplomata, pierwszy sekretarz generalny Ligi Państw Arabskich (lata 1945-1952).

## Młodość
Urodził się w arabskiej rodzinie we wsi Szubak al-Gharbi położonej przy mieście Heluan. Był ósmym z dwanaściorga dzieci. Jego ojciec, Hasan Salim Azzam, był urzędnikiem państwowym. Matka, Nabiha, pochodziła z beduińskich plemion zamieszkujących półwysep Synaj.
W 1903 rodzina Azzam przeniosła się do miasta Heluan, gdzie istniały lepsze możliwości edukacji dzieci. Abd ar-Rahman Azzam ukończył szkołę średnią, a następnie studia medyczne. W 1912 wyjechał do Londynu, gdzie rozpoczął naukę w szkole przy Szpitalu św. Tomasza. Podczas pobytu w Londynie Azzam przyłączył się do arabskiego ugrupowania politycznego Sphinx Society, które bardzo szybko rosło w siłę. Po pierwszym roku studiów Azzam zaangażował się w sytuację polityczną panującą na Bałkanach i zdecydował się wyjechać z Wielkiej Brytanii. Podróżował pomiędzy Stambułem, Albanią i Anatolią. W okresie tym poznał różnorodne poglądy nieegipskich Arabów. Jego światopogląd rozwijał się w kierunku arabskiego nacjonalizmu i panarabizmu.
Po powrocie do Egiptu, brytyjskie władze uniemożliwiły mu ponowny wyjazd do Wielkiej Brytanii, ponieważ jego arabska działalność polityczna była źle spostrzegana. Wobec tego rozpoczął studia w Cairo University School of Medicine w Kairze. W trakcie studiów nastąpiła radykalizacja jego poglądów, co pobudziło go do wyjazdu do Imperium osmańskiego.

## Kariera wojskowa
W grudniu 1915 Azzam dołączył do grupy tureckich oficerów, którzy udali się do Libii i wzięli udział w powstaniu przeciwko Brytyjczykom. Po zakończeniu walk, Idris podpisał w 1917 traktat pokojowy z Brytyjczykami. Azzam z tureckimi oficerami przenieśli się wówczas do Trypolitanii i 1 czerwca 1919 ogłosili jej niepodległość. Po licznych walkach z Włochami, w styczniu 1923 Azzam powrócił do Egiptu. Doświadczenia powstania libijskiego pogłębiły u niego poglądy panarabskie.

## Kariera polityczna
Po powrocie do Egiptu wstąpił do partii politycznej Wafd, z ramienia której w 1924 został wybrany do egipskiego parlamentu. Ze względu na libijskie doświadczenia, partia Wafd często wybierała Azzama na swojego reprezentanta podczas oficjalnych spotkań i międzynarodowych konferencji. Jego najważniejszą zagraniczną wizytą z tego okresu był udział w Generalnej Konferencji Islamskiej w 1931 w Jerozolimie (Mandat Palestyny). Najważniejszymi punktami konferencji były propozycja utworzenia Uniwersytetu Islamskiego w Jerozolimie oraz przywrócenie Islamskiego Kalifatu. Azzam odegrał ważną rolę w konferencji, wchodząc w skład Komitetu Wykonawczego Kongresu.
W listopadzie 1932 Azzam odłączył się od partii Wafd i bardzo szybko stał się członkiem pałacowej świty skupionej wokół króla Faruka I. W 1936 Faruk I mianował go pełnomocnikiem i specjalnym ministrem w Iraku i Iranu, a rok później został ministrem w Arabii Saudyjskiej. 18 sierpnia 1939 został ministrem w rządzie Alego Mahira Paszy. W 1939 był członkiem egipskiej delegacji na konferencji w sprawie Palestyny, która odbyła się w Londynie. W 1945 uczestniczył w rozmowach z arabskimi państwami nad ogłoszeniem Karty Ligi Państw Arabskich.

### Liga Arabska
W dniu 22 marca 1945 przedstawiciele Królestwa Egiptu, Królestwa Arabii Saudyjskiej, Królestwa Iraku, Republiki Libanu, Republiki Syrii (Mandatu Syrii), Emiratu Transjordanii oraz Jemenu spotkali się w celu utworzenia Ligi Państw Arabskich, której celem było koordynowanie wspólnej polityki arabskiej. Pierwszym sekretarzem generalnym Ligi Arabskiej został wybrany Azzam. Jednym z pierwszych aktów wydanych przez niego, było potępienie antyżydowskich zamieszek w Egipcie (2-3 listopada 1945).
W dniu 2 marca 1946, podczas spotkania z anglo-amerykańską komisją śledczą do spraw problemów europejskich Żydów i Palestyny, Azzam przedstawił stanowisko Ligi Arabskiej wobec kwestii palestyńskiej. Zdecydowanie odrzucił on syjonistyczne roszczenia do Palestyny. Zgromadzenie Ogólne ONZ przyjęło 29 listopada 1947 Rezolucję nr 181 w sprawie rozwiązania konfliktu arabsko-żydowskiego w Palestynie, poprzez utworzenie dwóch państw: arabskiego i żydowskiego. Nie rozwiązało to jednak problemu i niemal natychmiast doszło do wybuchu wojny domowej w Mandacie Palestyny.
Wielki Mufti Jerozolimy i przewodniczący Wysokiego Komitetu Arabskiego, Al-Hadżdż Muhammad Amin al-Husajni w dniu 9 lutego 1948 na sesji Ligi Arabskiej w Kairze przedstawił propozycję powołania Sztabu Generalnego palestyńskich wojsk Ligi, utworzenie palestyńskiego Rządu Tymczasowego, na obszarach opuszczonych przez wojska brytyjskie przekazanie władzy lokalnym Komitetom Narodowym, udzielenia wsparcia finansowego na rzecz tworzenia administracji w Palestynie i powołania Wysokiej Komisji działającej na rzecz uzyskania odszkodowań wojennych dla palestyńskich uchodźców. Jego propozycje zostały odrzucone. Propozycja ta została odrzucona. Następnie, w dniu 10 kwietnia podczas kolejnego szczytu państw Ligi Arabskiej w Kairze, iracki generał Ismail Safwat wezwał do rozmieszczenia arabskich armii na granicach Palestyny. Miałyby one przeprowadzać małe operacje wojskowe wymierzone przeciwko żydowskim osiedlom, przygotowując się do inwazji na dużą skalę. Jednak z powodu krótkości czasu, przygotowania do przeprowadzenia interwencji na dużą skalę nie mogły być ukończone, a do jej przeprowadzenia można było wyznaczyć tylko nieliczne siły oparte w większości na jordańskim Legionie Arabskim. Król Abd Allah I prowadził przy tym podwójną grę, przekonując arabskie państwa, że zamierza stworzyć arabskie państwo w Palestynie, a jednocześnie dążył do przyłączenia jak największego obszaru Mandatu Palestyny do Królestwa Transjordanii.

Widząc złożoność problemu palestyńskiego, Abd ar-Rahman Azzam ostrzegł w dniu 11 maja rząd egipski, że w zaistniałej sytuacji Egipt nie może pozostawać w izolacji i powinien działać w porozumieniu z arabskimi sąsiadami. Gdy 15 maja rozpoczęła się I wojna izraelsko-arabska Azzam powiedział: „To będzie wyniszczająca wojna, obfitująca w masakry, które będą przypominały masakry mongolskie i wyprawy krzyżowe.” W oficjalnej depeszy wysłanej 15 maja przez sekretarza generalnego Ligi Państw Arabskich do Sekretarza Generalnego ONZ Trygve Lie napisano, że celem arabskiej interwencji jest utworzenie w miejsce dwóch państw, żydowskiego i arabskiego, jednego „Zjednoczonego Państwa Palestyna”. W tym samym dniu opublikowano oficjalną deklarację zatytułowaną Deklaracja Inwazji na Palestynę, w której ogłoszono zamiar przywrócenia porządku w ogarniętej wojną domową Palestynie i ustanowienie jednego demokratycznego państwa, którego powstanie będzie stanowić zakończenie całego konfliktu. 
„Jedynym rozwiązaniem problemu Palestyny jest utworzeniem jednolitego palestyńskiego państwa, założonego na demokratycznych zasadach, dzięki czemu jego mieszkańcy będą cieszyć się pełną równością wobec prawa, [w następstwie tego] prawa wszystkich mniejszości zostaną zapewnione...”

Swój główny sprzeciw kierowano przeciwko Rezolucji ONZ nr 181, która decydowała o podziale Palestyny. Arabska Deklaracja oświadczała, że celem inwazji było położenie kresu niesprawiedliwym warunkom panującym w Palestynie, które określono w następujący sposób: 
„Bezpieczeństwo i porządek w Palestynie zostały zakłócone. Syjonistyczna agresja spowodowała exodus ponad ćwierci miliona jej arabskich mieszkańców, którzy opuścili swoje domy szukając schronienia w ościennych arabskich krajach”.
W 1952 zakończył swoją kadencję jako sekretarza generalnego Ligi Arabskiej i wyjechał do Arabii Saudyjskiej, gdzie pracował jako konsultant w sporze dotyczącym oazy Alborimi. W 1974 powrócił do Egiptu, gdzie w dwa lata później zmarł.